# Conservatoire américain de Fontainebleau
 (février 2019).
Le Conservatoire américain de Fontainebleau est destiné aux musiciens en voie de professionnalisation désireux de se perfectionner auprès des grands maîtres de la musique française, au mois de juillet. Depuis sa naissance en 1921, il est hébergé gratuitement par le château de Fontainebleau et financé par la Fondation des Écoles d'Art Américaines de Fontainebleau, aujourd'hui dirigée par Thérèse Rawson Casadesus et présidée par Louis Schweitzer. Son festival de musique classique est l'un des plus anciens au monde après celui de Bayreuth et favorise la musique contemporaine.  
L'équipe pédagogique a toujours intégré les grandes figures de la musique classique : Gabriel Fauré, Maurice Ravel, Théodore Dubois, Marcel Dupré, Henri Dutilleux, Gilbert Amy, Betsy Jolas, André Boucourechliev, Pierre Amoyal, Sviatoslav Richter, Mstislav Rostropovitch, Yehudi Menuhin, Arthur Rubinstein, Leonard Bernstein, Robert Levin, Ophélie Gaillard...  
Si la dynamique musicale du conservatoire tient beaucoup au personnage de Nadia Boulanger et de ses élèves, la perspective du centenaire en 2021 et l'action de sa directrice Diana Ligeti lui redonnent aujourd'hui un nouveau souffle.

## Origines du Conservatoire
Le Conservatoire américain pérennise une tradition diplomatique et pédagogique. La tradition diplomatique tient à la complicité franco-américaine dans la formation musicale des troupes américaines pendant la Première Guerre mondiale. La tradition pédagogique est la transmission du répertoire français et de la technique instrumentale.

### Fondation reconnue d'utilité publique
En 1917, le général John Pershing fonde à Chaumont (siège du corps expéditionnaire américain) une école de perfectionnement pour les membres de ses musiques militaires. Ses artisans sont le chef d'orchestre Walter Damrosch et le compositeur français Francis Casadesus. Ces derniers souhaitent perpétuer leur œuvre à l'issue de la guerre : grâce au soutien de personnalités musicales (Charles-Marie Widor et Camille Saint-Saëns) et l'action du Sous-Préfet de Fontainebleau Maurice Fragnaud, l'École des Hautes Études Musicales ou "Conservatoire Américain" est créée en 1921.  

« La coopération entre les musiciens français et les musiciens américains était tellement formidable qu'on a décidé de prolonger cette merveilleuse collaboration après la guerre. À ce moment-là, on cherchait un lieu pour installer un conservatoire américain en France qui réunirait des musiciens américains mis en contact avec de très grands professeurs de musique française. »

— Jean-François Hébert

L’État met à sa disposition pendant les trois mois d'été une aile du Palais de Fontainebleau ainsi que la Salle du Jeu de Paume pour sa saison de concerts. En 1923, une école des beaux-arts s'associe au Conservatoire et le 19 décembre 1926 la Fondation des écoles d'art américaines coiffant les deux écoles est reconnue d'utilité publique. Son rôle est d'étendre le rayonnement artistique de la France, particulièrement aux États-Unis, tout en contribuant à la vocation culturelle de la ville de Fontainebleau. Elles sont en relation étroite avec les « Fontainebleau associations » qui regroupent aux États-Unis les alumni et les amis des Écoles qui assurent le recrutement des étudiants américains.

### Meilleur de l'enseignement musical français
« Tout au long de ces années depuis 1920 jusqu'à aujourd'hui la très grande chance de ces écoles a été d'avoir un corps professoral français extrêmement réputé, extrêmement compétent qui a rencontré des étudiants venus de tous les pays. »

— Jean-François Hébert
Le Conservatoire offre à des étudiants exclusivement américains le meilleur de l'enseignement musical français. Sont réunis sous l'autorité du Directeur Général Charles-Marie Widor et du Directeur Résident Francis Casadesus les grands noms de la musique française : Isidore Philipp, Lucien Capet, Marcel Grandjany, Felia Litvinne et Nadia Boulanger. Jusqu'en 1939, ceux qui devinrent les élites de la scène musicale américaine viennent à Fontainebleau : Aaron Copland, Virgil Thompson, David Diamond, Louise Talma, Samuel Dushkin, Beveridge Webster. Ces derniers donnent à la Salle du Jeu de Paume la première du Tzigane de Maurice Ravel, hôte fréquent du Conservatoire qui en devient, les dernières années de sa vie, le Directeur Général.

## Âge d'or du Conservatoire

### Réseaux de soutien pendant la crise
Les cours se concentrent durant l'été et réunissent environ 300 élèves pour une période de trois mois. La plupart se destinent à l'enseignement des arts aux États-Unis et maintiennent un lien constant avec l'école, par l'intermédiaire d'une société des amis des écoles américaines qui comptent, dès 1931, plus de 3000 adhérents. Au début des années 1930, une campagne teintée de xénophobie motivée par des considérations économiques tente de remettre en cause l'existence de l'école qui surmonte la crise. Durant la Seconde Guerre mondiale, l'École s'exile aux États-Unis, puis revient en 1946 sous la direction de Marcel Dupré et de Robert Casadesus. Nadia Boulanger reprend les cours de composition et d'esthétique musicale.

### Direction de Nadia Boulanger

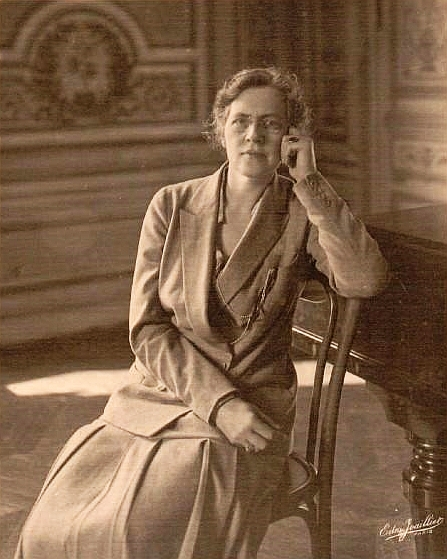
Nadia Boulanger, 1925, BNF.

En 1949, Robert Casadesus laisse son poste de Directeur Résident à Nadia Boulanger pour celui, plus honorifique, de Directeur Général. Pendant trente années jusqu'à sa mort en 1979, la grande musicienne se consacre pleinement au Conservatoire Américain. Elle lui imprime son esprit et lui assure un rayonnement exemplaire, y accueillant parfois, à titre exceptionnel, de jeunes musiciens non américains. Igor Stravinsky, Jean Françaix, Henri Dutilleux, Leonard Bernstein, Yehudi Menuhin, Arthur Rubinstein, Mstislav Rostropovitch y ont enseigné, Astor Piazzolla, Phillip Glass, Quincy Jones, y ont étudié. En 1987, le centenaire de Nadia Boulanger est célébré à Fontainebleau : Léonard Bernstein est présent pour animer un mémorable stage de direction d'orchestre.

## Le Conservatoire Américain aujourd'hui

### Financement
Des financements sont accordés par la municipalité de Fontainebleau, la Sacem ou des mécènes privés français. L’essentiel des moyens de la Fondation provient de mécènes américains - par le biais des Fontainebleau Associations dont Thérèse Casadesus-Rawson, fille de Robert et Gaby Casadesus, a la responsabilité outre-Atlantique. Ils organisent un gala chaque année à New York pour ramasser des fonds.

### Université d'été
Sous la direction de Philippe Entremont, en 1994, le recrutement est élargi à tous les pays du monde. Les élèves étudient tous aux États-Unis dans les meilleures écoles de musique (Julliard School, Mannes School of Music, Mc Gill University) et sont recrutés sur concours (enregistrements, lettres de recommandation). Depuis la direction de Diana Ligeti, les candidatures sont ouvertes à d'autres écoles internationales. 
Une trentaine de musiciens sont pris : pianistes, violoncellistes, violonistes, altistes et compositeurs. Le Conservatoire américain permet aux musiciens de se confronter au public avec des master-classes et des concerts qui se multiplient en fin de session. L'école reçoit de nouveaux enseignants au fil des semaines. La Fondation Maurice Ravel décerne un prix d'interprétation depuis 2015 et de composition depuis 2017. Le prix de composition est doté d’un montant de 500 € pour l’œuvre primée ainsi que d’une commande pour l’année suivante (1 000 €).
Les deux disciplines principales sont la composition et la musique de chambre. Les professeurs sont choisis parmi les grands noms de l'école contemporaine française et les solistes des plus importants ensembles orchestraux tels que l'Ensemble intercontemporain, l'Orchestre de l'Opéra national de Paris et l'Orchestre national de France. Un troisième champ d'activités ouvert à tous les étudiants perpétue une grande tradition du Conservatoire Américain : solfège, harmonie au clavier, écriture.
Les étudiants déjeunent à l'École des Mines de Fontainebleau et dînent en ville le soir. Ils sont logés par des familles d'accueil. Ils disposent de quelques jours de temps libre et des visites sont organisées autour du pays de Fontainebleau ou à Paris (Ircam).

### Festival des Écoles d'Art Américaines de Fontainebleau
« La programmation n’est pas une addition de morceaux, aussi beaux soient-ils. Il y a toujours une logique sous-jacente et des liens très forts avec l’histoire des Écoles, avec ses illustres enseignants ou ses élèves. Mais la culture du son à la française n’est pas figée. On ne peut ignorer aujourd’hui la nécessité pour les interprètes de jouer dans des salles de 2000 places. À la culture de la nuance, il faut ajouter celle de la projection. »

— Diana Ligeti
Le Château de Fontainebleau et la Fondation des Écoles d’Art Américaines ont décidé de sceller un partenariat en créant un Festival dont le temps fort de la première édition est la journée du 14 juillet 2018. La programmation artistique des Écoles d’Art Américaines de Fontainebleau respire avec la vie du Château : concerts, visites, conférences, ateliers pour enfants forment un Festival qui s’appuie sur une histoire centenaire. Cette nouvelle dynamique est encadrée par Diana Ligeti, nouvelle Directrice du Conservatoire Américain depuis 2018. Les trois derniers directeurs étaient Jean-Pierre Marty (1987-1993), Philippe Entremont (1994-2013) et Philippe Bianconi (2014-2017).

« Les Écoles d'Arts Américaines sont vraiment importantes pour le château, elles constituent presque une sorte d'ADN du château. C'est une histoire de la relation franco-américaine qui se construit et se renouvelle chaque été quand les jeunes arrivent au mois de juillet. On revit en quelque sorte chaque année ce moment très fort de l'aide que les Américains ont apporté au pays en libérant la France de l'Occupation. C'est une histoire de fidélité, une histoire de fraternité finalement et qui se rejoue à travers le temps, à travers la musique et à travers l'architecture. Il faut rappeler qu'à Fontainebleau on a créé énormément de pièces du répertoire, il y a eu de très grands artistes au XVIIe et même à la Renaissance. »

— Jean-François Hébert

### Sources
- AD77,M1142, Conseil général. Écoles d'art américaines.
- AD77,1MP87, Écoles d'art américaines de Fontainebleau, rapports annuels, 1926-1929 (École des Beaux-arts et conservatoire de musique).
- AN,F21/5388, Conservatoire américain de musique de Fontainebleau, 1919-1938.
- AN,F21/5389, École des Beaux-Arts et Fondation française, dite "Écoles d'art américaines" de Fontainebleau, 1922-1939, 1945-1955.
- AN,F21/8542, Direction générale des Arts et des Lettres, Écoles d'art américaines de Fontainebleau, 1946-1955 ; Correspondance, statuts de la société des Amis des écoles d'art américaines de Fontainebleau.